# Eustrés

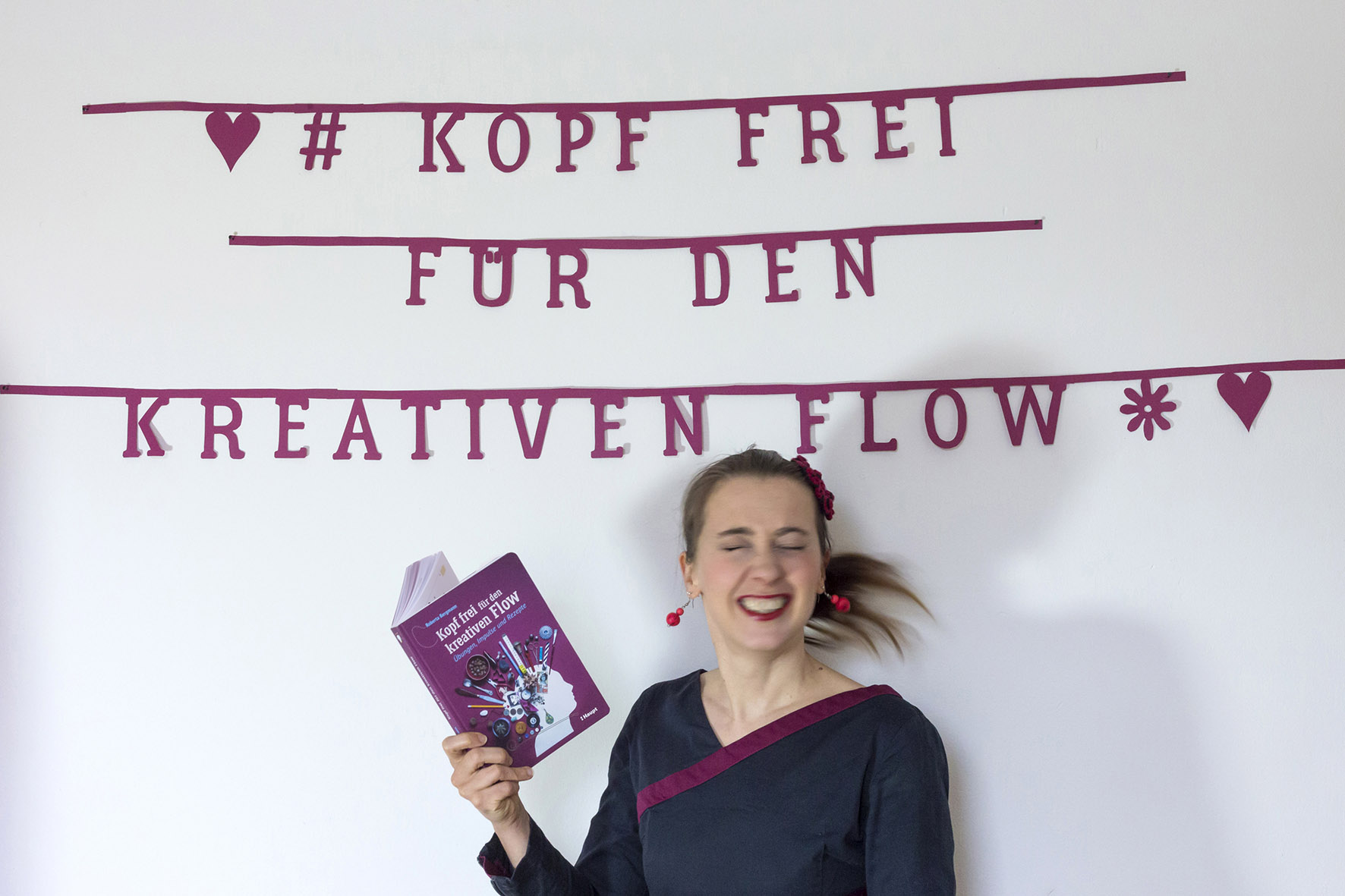
Autora de un libro sobre el estado de flujo. Una persona en ese estado experimenta eustrés.

El término eustrés (o eutrés) significa "estrés beneficioso", ya sea psicológico, físico (p. ej., ejercicio) o bioquímico/radiológico (hormesis).
La palabra fue introducida por el endocrinólogo Hans Selye (1907-1982) en 1976. Combinó el prefijo griego eu-, que significa "bueno", y la palabra inglesa stress, para significar "buen estrés". El Oxford English Dictionary data en 1968 el primer uso de la palabra (en textos sobre psicología).
El eustrés es la respuesta cognitiva positiva a un estrés que es saludable o le da a la persona una sensación de satisfacción u otros sentimientos positivos. Selye creó el término como un subgrupo de estrés para diferenciar la amplia variedad de factores estresantes y manifestaciones del estrés. El eustrés no depende de esos factores ni de esas manifestaciones, sino de cómo la persona percibe dichos factores (por ejemplo, personas diferentes pueden percibir el mismo estímulo como una amenaza o como un reto). El eustrés es la respuesta positiva que la persona experimenta ante un factor estresante (llamado también estresor). Esta respuesta puede depender de la capacidad que la persona sienta para hacer frente a la situación, de lo que desee el estresor, de su ubicación y del momento en que se presenta.
El responder a un estresor con esperanza, optimismo o vigor puede indicar eustrés. También se ha correlacionado positivamente con la satisfacción con la vida y el bienestar.

## Definición
El eustrés ocurre cuando se hace patente la distancia entre lo que la persona tiene y lo que quiere, pero la persona estima que puede recorrerla, porque no ve el objetivo demasiado lejos de su alcance. Esto fomenta la motivación, ya que la meta está a la vista. Si un individuo tiene esperanzas de alcanzar una meta y está activamente comprometido con ella, entonces se puede decir que esa meta le genera eustrés. El eustrés tiene una correlación significativamente positiva con la satisfacción con la vida y la esperanza. Por lo general, se considera negativo experimentar estrés crónico, ya sea en la forma convencional (angustiosa y desagradable, denominada distrés o estrés negativo) o en forma de eustrés. Sin embargo, el eustrés puede, en cambio, impulsar la buena salud fisiológica al influir positivamente en los procesos biológicos subyacentes implicados en la recuperación física y la inmunidad.

## Medición
El eustrés ocupacional puede medirse en niveles subjetivos como la calidad de vida o la vida laboral, la presión laboral, los recursos psicológicos de afrontamiento, las quejas, el nivel general de estrés y la salud mental. Otras prácticas metodológicas subjetivas han incluido entrevistas con grupos focales en las que se pregunta sobre los factores estresantes y el nivel de estrés.
En un estudio se pidió a los participantes que recordaran un evento estresante pasado y luego respondieran a cuestionarios sobre estrategias de afrontamiento, bienestar laboral y evaluación de la situación (consideración del evento estresante positivamente, como un reto o negativamente, como una amenaza). Se incorporaron metodologías subjetivas comunes en un modelo de estrés holístico creado en 2007 para reconocer la importancia del eustrés, particularmente en el lugar de trabajo. Este modelo utiliza la esperanza, el afecto positivo, el significado y la manejabilidad como medida del eustrés, y los estados psicológicos negativos, el afecto negativo, la ansiedad y la ira como medida del distrés. También se han utilizado medidas objetivas como la presión arterial, la tensión muscular y las tasas de absentismo laboral.
La investigación fisiológica adicional ha buscado cambios neuroendocrinos como resultado del eustrés y el distrés. La investigación ha demostrado que las catecolaminas cambian rápidamente a estímulos placenteros. Los estudios han demostrado que el eustrés y el distrés producen diferentes respuestas en el sistema neuroendocrino de la persona, dependiendo particularmente de la cantidad de control que sienta sobre un factor estresante.

## Comparación del eustrés y el distrés
Cuando se habla de estrés a secas, generalmente se refiere al distrés, ya que tiene implicaciones negativas, mientras que el eustrés habitualmente se relaciona con eventos deseables en la vida de una persona. Selye los diferenció por primera vez en un artículo que escribió en 1975. En este artículo, Selye argumentó que el estrés persistente que no se resuelve mediante el afrontamiento o la adaptación debería denominarse distrés, y puede provocar ansiedad, aislamiento y comportamiento depresivo. Por el contrario, si el estrés promueve que la persona se desempeñe mejor, puede considerarse eustrés. Ambos pueden ser igualmente agotadores para el cuerpo y son de naturaleza acumulativa, dependiendo de la forma en que una persona se adapte al factor estresante que lo causó. El propio cuerpo no puede discernir físicamente entre distrés o eustrés. La diferenciación entre los dos depende de cómo la persona responda al estrés, pero se cree que el mismo estresor puede causar a unas personas eustrés, y a otras, distrés.
Un contexto en el que esto puede ocurrir es el trauma social (p. ej., la peste negra o la Segunda Guerra Mundial), que puede causar una gran angustia, pero también estrés en forma de resistencia, afrontamiento o fomento de un sentido de comunidad.

Curva de Yerkes-Dodson para una tarea difícil

El modelo de Yerkes-Dodson muestra la relación entre la tensión que experimenta una persona al realizar una tarea y su desempeño. Esta relación tiene la forma de campana que se muestra en la imagen. Este modelo está respaldado por investigaciones que demuestran que las estrategias de afrontamiento emocional y conductual están relacionadas con los cambios en el nivel de estrés percibido. Sin embargo, la curva Yerkes-Dodson cada vez se cuestiona más. Una revisión de la literatura psicológica relacionada con el desempeño laboral encontró que menos del 5 % de los artículos respaldaban la curva en forma de U invertida, mientras que casi el 50 % encontraron una relación "lineal negativa" (cualquier nivel de estrés inhibe el desempeño).

## Ocupacional
Gran parte de la investigación sobre el eustrés se ha centrado en su presencia en el lugar de trabajo. Allí el estrés a menudo se puede interpretar como un desafío (eustrés) que estimula, o como un obstáculo (distrés) que dificulta a la persona la realización de una tarea.
La investigación se ha centrado en aumentar el eustrés en el lugar de trabajo, en un esfuerzo por promover reacciones positivas a un entorno inevitablemente estresante. Las empresas están interesadas en aprender más sobre el eustrés y sus efectos positivos para aumentar la productividad. El eustrés crea un mejor ambiente para los empleados, lo que hace que rindan más y cuesten menos. El distrés laboral cuesta en Estados Unidos entre 200.000 y 300.000 millones de dólares anuales. Si fuera eustrés en vez de distrés, este coste sería inferior y la economía estadounidense mejoraría. 
El estrés también se ha relacionado con las 6 principales causas de muerte: «enfermedad, accidentes, cáncer, enfermedad hepática, dolencias pulmonares y suicidio». Si los trabajadores se enferman o mueren, obviamente hay un coste para la empresa en tiempo de enfermedad y capacitación de nuevos empleados. Es mejor tener empleados productivos y felices. El eustrés se relaciona con el bienestar y las actitudes positivas, por lo que aumenta el rendimiento laboral.
Otros estudiosos del movimiento de comportamiento organizacional positivo tienden a restar importancia a las ventajas instrumentales del eustrés para las organizaciones. Consideran que la gestión para el eustrés debe verse más como un medio para mejorar el bienestar de los trabajadores que como un factor que aumente el desempeño. Esta línea de exploración enfatiza la minimización del distrés y la optimización del eustrés. Estos expertos señalan que la utilidad del eustrés tiene límites, y que los estresores típicamente positivos experimentados en una amplitud demasiado alta o con una duración excesiva pueden provocar distrés individual.
Se han empleado técnicas como las Intervenciones de Manejo del Estrés (SMI) para aumentar el eustrés ocupacional. Las SMI a menudo incorporan técnicas de ejercicio, meditación y relajación para disminuir la angustia y aumentar las percepciones positivas del estrés en el lugar de trabajo. En lugar de disminuir el estrés en el lugar de trabajo, las técnicas SMI intentan aumentar el eustrés con reacciones positivas a los estímulos estresantes. Trabajando dentro del marco desafío-obstáculo, las intervenciones primarias positivas se enfocan en relacionar los factores estresantes con el logro de las metas y el desarrollo personal.

## Autoeficacia
Que una situación produzca a una persona eustrés o distrés depende mucho de cómo la perciba. El eustrés se relaciona así con la autoeficacia. La autoeficacia es lo eficaz que una persona se cree. Algunos factores que contribuyen a la autoeficacia son las creencias de una persona sobre la idoneidad de sus opciones para realizar lo que se le pide. Si una persona tiene baja autoeficacia (no voy a saber hacerlo), una petición para que actúe generalmente le causará más distrés que eustrés. Cuando una persona tiene una alta autoeficacia, puede establecer metas más altas y estar motivada para alcanzarlas. Por tanto, para aumentar el eustrés de las personas, hay que incrementar sus habilidades y su confianza en ellas.

## Flujo
Si una tarea induce eustrés a una persona, puede sentirse motivada y experimentar el flujo. El psicólogo positivo Mihaly Csikszentmihalyi creó este concepto que se describe como el período en que un individuo está completamente absorto en una actividad placentera sin conciencia del entorno. El flujo es un estado extremadamente productivo en el que un individuo experimenta su mejor desempeño. Los elementos centrales son la absorción, el disfrute y la motivación intrínseca.
El flujo es la «experiencia definitiva de eustrés: el epítome del eustrés».

## Factores
Hay varios factores que pueden aumentar o disminuir las posibilidades de experimentar eustrés y, a través del eustrés, experimentar el flujo. Debe considerarse que, en estado de flujo, necesariamente se experimenta eustrés, pero también se puede experimentar eustrés fuera de un estado de flujo.
- El estrés también está influido por predisposiciones hereditarias y expectativas de la sociedad. Por lo tanto, una persona podría tener ya una cierta ventaja o desventaja innatas para experimentar el eustrés.[33]
- Si una persona disfruta experimentando cosas nuevas y cree que tiene importancia en el mundo, es más probable que experimente el flujo.[34]
- El flujo está negativamente relacionado con la autodirección o un sentido extremo de autonomía.[34]
- La persistencia o perseverancia está positivamente relacionada con el flujo y estrechamente relacionada con la motivación intrínseca.[34]
- Las personas con un lugar de control interno tienen una mayor probabilidad de fluir porque creen que pueden aumentar su nivel de habilidad para enfrentar el desafío.[35]
- El perfeccionismo, sin embargo, se relaciona negativamente con el flujo. Un perfeccionista no confía en que su habilidad sea suficiente, y hace así que la brecha entre lo que tiene y lo que quiere sea demasiado grande como para experimentar eustrés y, por tanto, flujo.[31] Sin embargo, en el extremo opuesto del perfeccionismo, hay mayores posibilidades de fluir.
- La procrastinación activa se relaciona positivamente con el flujo. Al retrasar activamente el trabajo, la persona aumenta el desafío. Luego, si el desafío se combina con altos niveles de habilidad, la persona puede experimentar el flujo. Aquellos que procrastinan pasivamente o no procrastinan no tienen estas mismas experiencias. Es solo con la procrastinación deliberada que una persona puede aumentar el desafío.[36]
- La mentalidad es un factor importante para determinar si se experimentará eustrés o distrés. Las personas optimistas y aquellas con alta autoestima experimentan más fácilmente eustrés.[37] La mentalidad positiva aumenta las posibilidades de eustrés y una respuesta positiva a los factores estresantes. Actualmente, la mentalidad predominante considera que el estrés debilita. Sin embargo, la mentalidad hacia el estrés se puede cambiar.